# Route der Industriekultur – Panoramen und Landmarken
Panoramen und Landmarken ist der Name der 25. Themenstrecke der Route der Industriekultur.
Eine Landmarke ist ein meist weithin sichtbares topographisches Objekt, das zur Orientierung und Navigation dient und deshalb auch in Karten markiert wird. Wenn es als charakteristisch für sein Umfeld empfunden wird, kann es auch zum Wahrzeichen werden. Mit Panorama ist der Aussichtspunkt auf einer Erhebung oder einem hohen Gebäude gemeint. Bei der Route der Industriekultur sind sowohl Landmarken (zum Beispiel Kunstobjekte auf den Halden oder angestrahlte Fördertürme als Leuchttürme) als auch industriegeschichtliches Wahrzeichen (zum Beispiel zeitgeschichtliche Gebäude oder Orte) gemeint.
Im Einzelnen sind hier Halden, Fördertürme, Hochöfen, Gasometer, Wassertürme, Kunstobjekte, Parks und Ähnliches aufgelistet. Viele von ihnen wurden in den letzten Jahren künstlerisch gestaltet oder ergänzt, sei es durch Skulpturen oder durch Lichtinstallationen. Der RVR nennt hier einige der Künstlernamen: Richard Serra, Dani Karavan, Herman Prigann, Ulrich Rückriem, Dan Flavin, Agustín Ibarrola, Mischa Kuball und Jonathan Park.
Ergänzt wird die Route Landmarken-Kunst mit den Panoramen der Route der Industriekultur.
Anfang 2011 wurde die Route 25 umbenannt, der Tippelsberg und verschiedene Türme besonders aus dem Süden des Ruhrgebietes neu aufgenommen und weitere Punkte aus anderen Routen hinzugefügt, sodass sich die Anzahl der Stationen von 21 auf 34 erhöhte. Dabei entfielen mehrere Punkte, die Nacht- und Tagpanoramen, Standorte Castrop-Rauxel, Dortmund, Herne, Bochum sind nun gar nicht mehr in der Route der Industriekultur vertreten. 2012 nahm der RVR den Landschaftspark Mechtenberg neu in die Route auf, 2013 wird anstelle des Angerparks die Skulptur Tiger & Turtle als Name des Panoramas geführt.
| Bezeichnung                                                      | Standort                                                      | Objekt | Kunst | Künstler                                                                 | Bild |
| ---------------------------------------------------------------- | ------------------------------------------------------------- | --- | --- | ------------------------------------------------------------------------ | ---- |
| Westpol                                                          | Kamp-Lintfort                                                 | auffallender, kubischer Förderturm von Schacht Rossenray                                                    | westlicher Teil der Lichtinstallation Yellow Marker als Grenzmarkierung des Emscher Parks                                                                                                   | Mischa Kuball                                                            |      |
| Förderturm Bönen – Ostpol                                        | Bönen                                                         | Förderturm der ehemaligen Zeche Königsborn Schacht III/IV                                                   | östlicher Teil der Lichtinstallation Yellow Marker | Mischa Kuball                                                            |      |
| Halde Norddeutschland                                            | Neukirchen-Vluyn                                              | ehemalige Bergehalde des Bergwerks Niederberg                                                               | beleuchtete Kunstwerke Hallenhaus und Himmelstreppe, topografische Gestaltungen für Open-Air-Veranstaltungen, Drachen- und Modellsegelfliegerei, Paragliding und Nordic Walking             |                                                                          |      |
| Halde Pattberg                                                   | Moers                                                         | ehemalige Bergehalde der Zeche Pattberg                                                                     | beliebt bei Drachen- und Modellsegelfliegerei, bis 2007 jedes Jahr Drachenfest, weitere Nutzung durch Funkamateure                                                                          | Gipfelkreuz                                                              |      |
| Halde Rheinpreußen                                               | Moers                                                         | Bergehalde                                                                                                  | Aussichtsturm und Lichtobjekt Geleucht | Otto Piene                                                               |      |
| Rheinorange                                                      | Duisburg                                                      | Mündung der Ruhr in den Rhein                                                                               | orangefarbene Skulptur | Lutz Fritsch                                                             |      |
| Angerpark – Heinrich-Hildebrand-Höhe                             | Duisburg                                                      | Landschaftspark rund um die Werksdeponie der ehemaligen Metallhütte Duisburg                                | begehbare Großskulptur Tiger and Turtle – Magic Mountain ähnlich einer Achterbahn, Lichtinstallation, November 2011 eröffnet                                                                | Heike Mutter und Ulrich Genth                                            |      |
| Alsumer Berg                                                     | Duisburg                                                      | Schutthalde auf dem ehemaligen Ort Alsum am Rhein                                                           | Gipfelkreuz zur Erinnerung an den Ort Alsum |                                                                          |      |
| Landschaftspark Duisburg-Nord                                    | Duisburg-Meiderich                                            | stillgelegtes Hüttenwerk                                                                                    | Landschaftspark, zahlreiche Lichtinstallationen und Freizeitmöglichkeiten (Tauchbecken, Klettergarten, …), außerdem Ankerpunkt der Route der Industriekultur                                | Park von Peter Latz, Lichtkunst von Jonathan Park                        |      |
| Knappenhalde                                                     | Oberhausen                                                    | Bergehalde nahe der Zeche Oberhausen im Knappenviertel                                                      | bewaldet, 15 Meter hoher Aussichtsturm |                                                                          |      |
| Gasometer Oberhausen                                             | „Neue Mitte“ Oberhausen                                       | Scheibengasometer des ehemaligen Stahlwerkes der Gutehoffnungshütte                                         | zur Ausstellungshalle und zum Aussichtsturm umfunktioniertes Industriedenkmal |                                                                          |      |
| Halde Haniel                                                     | Bottrop                                                       | Bergehalde der Steinkohlenzeche Prosper-Haniel                                                              | Kreuzweg, Amphitheater und Installation Totems | Totems von Agustín Ibarrola                                              |      |
| Halde Beckstraße                                                 | Bottrop-Batenbrock, Beckstraße                                | ehemals Halde der Zeche Prosper-Haniel                                                                      | pyramidenförmiger Aussichtsturm Tetraeder | Wolfgang Christ                                                          |      |
| Schurenbachhalde                                                 | Essen-Altenessen                                              | Bergehalde                                                                                                  | „Bramme für das Ruhrgebiet“ | Richard Serra                                                            |      |
| Weltkulturerbe Zollverein – Schacht XII                          | Essen-Stoppenberg                                             | ehemals modernstes Steinkohlebergwerk, 1986 stillgelegt                                                     | Industriedenkmal und Weltkulturerbe, Museums- und Veranstaltungsort, außerdem Besucherzentrum der Route der Industriekultur                                                                 | Skulpturen auf der Versatzhalde (documenta IX, 1992) von Ulrich Rückriem |      |
| Weltkulturerbe Zollverein – Kokerei                              | Essen-Stoppenberg                                             | vormals modernste Kokerei Europas                                                                           | Industriedenkmal und Weltkulturerbe, Veranstaltungsort, außerdem Ankerpunkt der Route der Industriekultur                                                                                   | nächtliche Lichtinstallation von Jonathan Speirs und Mark Major          |      |
| Landschaftspark Mechtenberg                                      | Gelsenkirchen mit Teilflächen auf Essener und Bochumer Gebiet | Park auf mehreren Erhebungen (natürlicher eiszeitbedingter Berg, Bergehalde und Deponie), Naturschutzgebiet | Bismarckturm der Stadt Essen, Klangfeld der Steine, Brückenbauwerke | Klangfeld von Thomas Link, Brücken von Frei Otto                         |      |
| Halde Rungenberg                                                 | Gelsenkirchen                                                 | Bergehalde                                                                                                  | Skulpturen-Ensembles: Nachtzeichen (zwei Spiegelscheinwerfer) und Schienenplateau (aus Eisenbahnschienen gebildetes Flächenrelief)                                                          | Hermann EsRichter und Klaus Noculak                                      |      |
| Halde Rheinelbe                                                  | Gelsenkirchen-Ückendorf                                       | Bergehalde                                                                                                  | Skulpturenwald mit Stein- und Holzsetzungen, u. a. Himmelstreppe und Mondholz | Herman Prigann                                                           |      |
| Nordsternturm „NT2“                                              | Gelsenkirchen-Horst                                           | Aufstockung des Förderturms mit Museumsräumen und Aussichtsplattform                                        | Statue Herkules | Markus Lüpertz                                                           |      |
| Landschaftspark Hoheward mit den Halden Hoppenbruch und Hoheward | Recklinghausen und Herten                                     | Bergehalden, Landschaftspark                                                                                | Sonnenuhr mit Obelisk, Horizontobservatorium, Balkonpromenade mit Himmelsstiegen und Drachenbrücke, Windrad und Windskulpturenpark, anspruchsvolle MTB Cross Country / Freeride-Rundstrecke |                                                                          |      |
| Tippelsberg                                                      | Bochum                                                        | natürliche Erhebung, aufgestockt mit Bauschutt                                                              | liegendes Kreuz, Stahlstelen mit Ruhrblicken, Wanderwege greifen Märchen auf |                                                                          |      |
| Halde Lothringen                                                 | Bochum-Gerthe                                                 | Bergehalde der Zeche Lothringen I/II                                                                        | „Über(n) Ort“ | Kirsten Kaiser                                                           |      |
| Halde Schwerin                                                   | Castrop-Rauxel                                                | Bergehalde der Zeche Graf Schwerin                                                                          | Sonnenuhr | Jan Bormann                                                              |      |
| Dortmunder U                                                     | Dortmund, Zentrum                                             | Kultur- und Kreativzentrum, Museum am Ostwall                                                               | „Fliegende Bilder“ | Adolf Winkelmann                                                         |      |
| Fernsehturm Florian                                              | Dortmund, Westfalenpark                                       | Fernsehturm, Aussichtsplattform, Restauration                                                               | Westfalenpark |                                                                          |      |
| Hohensyburg                                                      | Dortmund-Syburg                                               | Ruine, Ausflugsziel, Aussichtspunkt                                                                         | Kaiser-Wilhelm I.-Denkmal | erbaut von 1893 bis 1902 von Adolf von Donndorf                          |      |
| Berger-Denkmal auf dem Hohenstein                                | Witten                                                        | Aussichtsturm                                                                                               | |                                                                          |      |
| Harkortturm                                                      | Wetter                                                        | Aussichtsturm für Blicke ins Ruhrtal                                                                        | Gedenkturm an Friedrich Harkort (1793–1880) | Künstler Bruno Schmitz, Architekt Kuhlmann                               |      |
| Eugen-Richter-Turm                                               | Hagen                                                         | Bestandteil des Hagener „Drei-Türme-Wegs“                                                                   | Gedenkturm an Eugen Richter (1838–1906) | Architekt Gustav Wenner                                                  |      |
| Halde Brockenscheidt mit dem Spurwerkturm                        | Waltrop                                                       | Bergehalde der Zeche Waltrop                                                                                | Aussichtsplattform aus Spurlatten, Kreuzweg | Turm von Jan Bormann Kreuzweg von Paul Reding                            |      |
| Kissinger Höhe                                                   | Hamm                                                          | Bergehalde des Bergwerkes Ost                                                                               | Nordic Walking Park, Bergbaulehrpfad |                                                                          |      |
| Halde Großes Holz                                                | Bergkamen                                                     | Bergehalde des Bergwerkes Ost                                                                               | Landschaftsbauwerk mit Korridorpark, | Lichtskulptur Impuls von Dirk und Maik Löbbert                           |      |
| Lindenbrauerei                                                   | Unna                                                          | ehemalige Braustätte                                                                                        | soziokulturelles Zentrum, Zentrum für internationale Lichtkunst |                                                                          |      |
| Halde Sachsen                                                    | Hamm-Heessen                                                  | Berge- und Bauschutthalde der Zeche Sachsen                                                                 | Sachsenkreuz mit Motivplatten, Obelisken, Skulptur „Windzeiger – Haldenblick“ | Jens J. Meyer                                                            |      |

Symbole der Route der Industriekultur: Besucherzentrum  Ankerpunkt  Panorama  Siedlung .